# Lee Hughes
Lee Hughes (né le 22 mai 1976 à Smethwick) est un footballeur anglais évoluant au poste d'attaquant.

## Biographie
Lee Hughes joue 23 matchs en Premier League sous les couleurs de West Bromwich Albion lors de la saison 2002-2003.
En 2004, il est condamné à 3 ans de prison à la HM Prison Birmingham pour délit de fuite, et homicide involontaire ayant causé la mort de son passager lors d'un accident de voiture.
Il termine par ailleurs meilleur buteur de la saison 2009-2010 de League Two (quatrième division) en inscrivant 30 buts.
Le 8 janvier 2013, il signe un contrat de six mois avec la formation de Port Vale.

## Carrière d'entraineur
- 2017-mars 2018 :  Worcester City FC